# Alfred Anderson
Alfred Anderson (* 25. Juni 1896 in Newtyle; † 21. November 2005 in Newtyle, Angus) war ein britischer Kriegsveteran des Ersten Weltkriegs.

## Leben
Anderson diente im 5. Bataillon der Black Watch (Royal Highlanders) kurzzeitig auch als Offiziersordonnanz bei Captain Fergus Bowes-Lyon, dem Bruder der späteren Königinmutter Elizabeth.
1914 erlebte er den Weihnachtsfrieden an der Westfront; zum Zeitpunkt seines Todes war er dessen letzter britischer Augenzeuge. Obwohl er nicht an den Fußballspielen teilgenommen hatte, konnte er sich später noch genau an die denkwürdigen Weihnachtsfeiern erinnern, welche im ersten Kriegsjahr von den verfeindeten Soldaten gemeinsam begangen worden waren. Besonders die Stille, die damals im Vergleich zum tosenden Frontgeschehen herrschte, blieb ihm in Erinnerung.
Zum Zeitpunkt seines Todes galt der 109-Jährige sowohl als einer der letzten britischen Veteranen des Ersten Weltkriegs als auch als ältester Schotte.